# Oravské Veselé
Oravské Veselé é um município da Eslováquia, situado no distrito de Námestovo, na região de Žilina. Tem 41,21 km² de área e sua população em 2018 foi estimada em 2.935 habitantes.

## Demografia
| Ano:        | 1994 | 2004    | 2014   | 2024   |
| ----------- | ---- | ------- | ------ | ------ |
| Broj ljudi: | 2424 | 2738    | 2892   | 3081   |
| Razlika:    |      | +12,95% | +5,62% | +6,53% |

| Ano:               | 2023 | 2024   |
| ------------------ | ---- | ------ |
| Número de pessoas: | 3064 | 3081   |
| Diferença:         |      | +0,55% |